# Compton Spectrometer and Imager
Das Compton Spectrometer and Imager (COSI) ist ein geplantes Weltraumteleskop für Gammaastronomie. Es soll die Gammastrahlung radioaktiver Atome untersuchen, die bei der Explosion massereicher Sterne entstehen, um zu kartieren, wo welche chemische Elemente in der Milchstraße entstanden sind. Die Mission soll auch den Ursprung der Positronen in der Milchstraße erforschen.
Der zunächst für 2025 vorgesehene Start ist (mit Stand Mitte 2023) für 2027 als „kleine Forschungsmission“ (SMEX) im Rahmen des Explorer-Programms geplant. Mit Stand Mitte 2023 ist noch keine Trägerrakete ausgewählt. Die Kosten wurden 2021 mit etwa 145 Millionen US-Dollar angegeben, die Startkosten nicht mitgerechnet. Der principal investigator (maßgeblich verantwortliche Wissenschaftler) ist John Tomsick von der University of California, Berkeley.
„Seit mehr als 60 Jahren bietet die NASA Gelegenheiten für einfallsreiche, kleinere Missionen, um Wissenslücken zu schließen, auf die wir immer noch Antworten suchen“, sagte Thomas Zurbuchen, stellvertretender Verwalter des Science Mission Directorate der Behörde in Washington, D.C. „COSI wird Fragen über den Ursprung der chemischen Elemente in unserer eigenen Galaxie beantworten, die für die Entstehung der Erde selbst entscheidend waren“.
Das COSI-Team hat seine Technik über längere Zeit durch Flüge mit wissenschaftlichen Ballons entwickelt. Im Jahr 2016 testeten sie eine Version des Gammastrahlen-Instruments als Nutzlast des Super Pressure Balloon der NASA, der für lange Flüge und schwere Lasten ausgelegt ist.